# Estadio municipal de Montilla
El estadio municipal de Montilla es el actual estadio del Montilla Club de Fútbol. Fue inaugurado el 19 de marzo de 1981, con un torneo disputado entre el Montilla Club de Fútbol, el Real Betis Balompié, el Córdoba CF y el C.D. Pozoblanco. Actualmente está algo deteriorado y está prevista una reforma. Se encuentra en la Avenida de las Camachas, en Montilla (Córdoba) España.
Actualmente el Montilla C.F juega en el grupo 2 de la 1ª División Andaluza. La temporada pasada estuvo en la Tercera División de España, por eso han pasado equipos como el Córdoba C.F B, el Cádiz C.F B, el Sevilla Fútbol Club "C" o el Atlético de Ceuta.
- Datos: Q5848235